# 2020年苍梧县持刀伤人事件
2020年6月4日，中华人民共和国广西壮族自治区苍梧县旺甫中心小学发生一起保安持刀伤人事件，导致39人受伤，其中2人伤势严重。梧州市中级人民法院一审判决李小文犯故意杀人罪，判处死刑；2021年1月，广西壮族自治区高级人民法院裁定驳回被告人的上诉，维持原判，依法报请最高人民法院核准死刑。

## 事件經過
2020年6月4日的上午8時許，廣西梧州市蒼梧縣旺甫鎮中心小學，保安李小文因工作問題和休假事宜不滿、突然持刀砍傷他的保安同事，之後衝上教學樓襲擊學生，期間前來勸阻的教師和該校的副校長同樣遭到襲擊。有家住在事發地點附近的家長表示，突然聽過多名小童的尖叫聲和哭喊聲，出門發現有多人用手按住傷口跑到大街上，形容「場面太嚇人了」。
大約上午9時，當地政府接報旺甫鎮中心小學發生襲擊事件，相關人員立即趕赴現場開展救援工作，市人民醫院、工人醫院、紅會醫院派出共8輛救護車趕到現場接載受傷者；並且逮捕了發起襲擊的嫌疑人。據現場初步統計，受傷的學生和教職工約有39名，其中重傷3人；傷者全部送往醫院救治，無生命危險。

## 起訴及審判
襲擊事件發生後，梧州市、蒼梧縣兩級人民檢察院派出檢察官迅速介入該事件。6月6日，蒼梧縣公安局以涉嫌故意殺人罪向蒼梧縣人民檢察院提請批准逮捕襲擊事件嫌疑人李小文，蒼梧縣檢察院經審查、於當日以涉嫌故意殺人罪批准逮捕決定。6月30日，蒼梧縣人民檢察院對犯罪嫌疑人李小文提起公訴，追究其刑事責任。
該案件於7月31日上午在梧州市中級人民法院開庭審理；但因為新冠疫情，此次庭審以遠程視像直播進行。9月8日，梧州市中級人民法院對該案進行一審宣判，以李小文犯故意殺人罪為由，判處死刑、剝奪政治權利終身。2020年12月30日，广西壮族自治区高级人民法院駁回李小文的上訴，維持原判、並且依法報請最高人民法院核準死刑。

## 自我審查
根據自由亞洲電台報道，襲擊事件發生後多數當地民眾幾乎很快陷入自我審查和漠不關心的狀態中，該台記者連續詢問了該鎮的百姓大藥房、新時代幼稚園和郵政儲蓄的職員，但所有人都稱不知道此事，並表示不了解、不關心。曾擔任某地政法委書記的饒先生在告訴該台記者，案發後，各地官方迅速啟動「維穩」、並威脅所在地民眾不得傳播消息，而民眾基於恐懼則進行自我審查，同時他表示這種情形已經是中國大陸社會的常態。資深教育界人士譚先生告訴自由亞洲電台記者，案發後此襲擊事件一度上了微博熱搜，但很快又被取消。